# Ruby on Rails
（官方简称为Rails，亦被简称为RoR），是一个使用Ruby语言写的开源Web應用框架，它是严格按照MVC结构开发，努力使自身保持简单，使实际应用开发时的代码更少，使用最少的配置。
Rails的设计原则包括「不做重複的事」（Don't Repeat Yourself）和「慣例優於設定」（Convention Over Configuration）。

## Ruby on Rails介紹
Ruby on Rails是一種結合Ruby語言與Rails平台的一種網頁程式框架，Ruby語言以自然、簡潔、快速著稱，全面支援面向对象程序设计，而Rails則是Ruby廣泛應用方式之一，在Rails平台上設計出一套獨特的MVC開發架構，採取模型（Model）、视图（View）、控制器（Controller）分離的開發方式，不但減少了開發中的問題，更簡化了許多繁複的動作。

## 应用
Ruby on Rails的数千个程序已经在线上得到应用。
现在使用Ruby on Rails的网站有：
- Basecamp
- Twitter
- GitHub
- Groupon
- Shopify
- Yellow Pages
- GitLab
- Coinbase
- Crypto.com

## 歷史
於2004年7月，Rails的創始人大衛·漢森從37signals公司的項目管理工具Basecamp分離出Ruby on Rails，並且以開源方式發佈。
Rails在發佈以後的短短的時間內就迅速獲得很多開發人員歡迎，大衛認為這歸功於Rails設計為opinionated software。Rails當中有很多規矩從一開始就按照David的意見制定好了，所以在Rails上開發應用程序時，開發人員可以專注於應用程序自身的設計，省卻那些花在瞭解及配置基礎框架上面的時間。這也正是Rails很重要的精神「約定優於配置」，開發人員遵照Rails本身的慣例便可以省卻配置組態檔的時間；此外，Rails雖然強調慣例的重要及便利性，但針對不同的需求，Rails也提供修改的空間讓開發人員可以進行自訂的組態。

## Rails的運作模式
Rails框架是以固定的命名習慣來自動判斷整個架構，預設下會將網址分析成http://domain-name/ControllerName/ActionName/Attribute/ 然後執行目標Controller中的Action，並取出指定的View（視圖）回傳給瀏覽器顯示。
面對資料庫則以Model（模組）的形式，藉由Active Record作為與資料庫之間的傳輸介面。

## Rails的MVC架构
Ruby on Rails的模型-视图-控制器架构由以下各部分组成：

### 模型
模型包含着应用的状态，状态可能是临时的也可能是长久性保存在数据库中的。需要注意的是模型不仅包含数据，而且包含数据代表的逻辑。在Rails中，模型通常是由一些代表关系数据库中RDBMS表的类组成的。
在Rails中，模型类是通过Active Record模式进行处理的。一般来说，程序员要做的是继承ActiveRecord类，同时程序会自动计算出要使用哪个RDBMS表，这个表有哪些列。表与表之间的关系通过简单的命令来指明。

### 视图
View负责根据Model中的数据显示用户界面。作为web应用，Rails裡的View通常是生成整个或者部分网页。当然可以是XML或者甚至是JavaScript代码。表现为使用内嵌Ruby的HTML／XML／JavaScript模板。

### 控制器
控制器将用户界面和数据模型关联起来，并充当协调运作的角色。它接收各种用户操作，更新数据模型，并用合适的view展示结果给用户。像他的名字一样，可以说应用的主要控制中心就是各个控制器。

## Rails的组成模块

### 模型：Active Record
ActiveRecord实现了Rails的对象关系映射。

### 控制器和视图：ActionPack
ActionController是Rails中的控制器，提供各种方法供用户操作使用。
ActionView是Rails中的视图，负责展现用户界面。

### 常用实用工具：ActiveSupport
ActiveSupport包提供一些工具和支持代码。

### 处理邮件：ActionMailer
ActionMailer用来发送和接收email。

### Web服务：ActionWebService
ActionWebService来提供SOAP和XML-RPC支持。需要注意的是，Rails趋向使用更加简单明瞭的REST方式web服务而不再提倡SOAP格式的web服务。ActionWebServices在未来的版本裡面会逐步淡出。

### 网络资源：ActiveResource
用REST对Web服务提供了优秀的支持。这种风格的Web服务使用指定的资源。

### Rails中的AJAX
AJAX（非同步JavaScript與XML）是一種非同步傳輸介面，可以藉由浏览器使用JavaScript和XML或其他数据格式来處理傳輸請求，而将Web服务器作为后台来处理，这样无须载入额外的网页。Rails內建有Prototype套件來實現这个技术。Ajax已经和Ruby on Rails结合在了一起成为了一个新的系统叫做“Ajax on Rails”。Rails提供一些助手工具来更方便地实现AJAX应用。
Rails提供了一些Helper，可以在服务器一端用纯Ruby语言生成给浏览器用的JavaScript代码，从而让Rails的开发者不需掌握JavaScript就可以简单方便的开发出AJAX的应用。

## Rails和Web服务
稍早的版本的Rails中提供了ActionWebService作为开发XML-RPC和SOAP的web服务的基础。但是最近的Rails 1.2更加倾向于是用REST方式的web服务，而ActionWebService在Rails 2.0中作为plugin而不再是rails核心的一部分。

## Web服务器支持
对于开发和测试来说，一个很轻量的WEBrick網頁服务器已经被包含在了Ruby中，常被用来作为应用服务器。而对于生产应用，常推荐使用带FastCGI的Apache或者Lighttpd，但任何支持CGI或者FastCGI的網頁伺服器都可以使用。在Apache上，mod_ruby也可以考虑用来提高性能。

## 數據庫支持
使用Rails的架構開發網絡應用一般都使用數據庫，所以推薦使用一個關聯式資料庫系統來進行數據存儲，若不能運行一個關聯式資料庫服務器，Rails支持嵌入式數據庫SQLite。Rails還支持關聯式資料庫系統，包括MySQL、PostgreSQL、IBM DB2、Oracle和SQL Server。

## 系统要求
- Ruby语言
- Web服务器，如Apache、lighttpd等。
- FastCGI，或者Mongrel为了提高效率
- 数据库和驱动程序

## 集成开发环境
开发用的IDE有：Eclipse，MyEclipse，NetBeans，RubyMine，Aptana，Sublime Text，Visual Studio Code

## 类似的框架

### PHP語言
- CakePHP
- Laravel
- Yii
- CodeIgniter

### Python語言
- Django
- TurboGears

### Perl語言
- Catalyst

### Elixir語言
- Phoenix Framework

### Node.js環境
- Sails.js

### 官方網站
- （英文）Ruby On Rails官方網站（页面存档备份，存于）
- （繁體中文）Ruby on Rails台灣官方網站（页面存档备份，存于）

### 其他
- Ruby 中国社区（页面存档备份，存于）
- Onlamp.com的Ajax on Rails（页面存档备份，存于）
- Fast-track your Web apps with Ruby on Rails（页面存档备份，存于）（David Mertz article at IBM developerWorks）
- Ruby on Rails和J2EE：两者能否共存？（页面存档备份，存于）
- Full Ruby on Rails Tutorial
- Steve Yegge把Rails移植到JavaScript/Rhino（页面存档备份，存于）
- Ruby编写的JavaEye中的ruby论坛